# Kevin S. Bright
Kevin S. Bright (ur. 15 listopada 1954 w Nowym Jorku) – amerykański reżyser i producent telewizyjny.

## Życiorys

### Wczesne lata
Urodził się i wychował w Nowym Jorku w rodzinie żydowsko-amerykańskiej. Uczęszczał do East Side Hebrew Institute na Lower East Side. Ukończył Emerson College z cum laude.

### Kariera
Karierę rozpoczął w Nowym Jorku w firmie Joseph Ctes Company, gdzie był producentem reklam m.in. dla Davida Copperfielda, George’a Burnsa, Johnny’ego Casha i Dolly Parton. W 1982 przeniósł się do Los Angeles i podjął pracę jako producent HBO. Wśród jego programów specjalnych były występy Robina Williamsa, Harry’ego Shearera (Harry Shearer...The Magic of Love, 1988) i Paula Shaffera oraz mockument Historia białych ludzi w Ameryce (History of White People in America, 1985), który zdobył nagrodę Cable Ace Award. W 1989 dostał Emmy za serial komediowy Fox In Living Color, gdzie był producentem nadzorującym. W 1990 był producentem wykonawczym Ron Reagan Show. W 1992 jego sitcom Życie jak sen (Dream On) otrzymał nagrodę Cable Ace Award.
W 1993 poznał Davida Crane’a i Martę Kauffman, z którymi założył telewizyjną kampanię produkcyjną o nazwie Bright/Kauffman/Crane Productions. Crane i Kauffman zostali pomysłodawcami nadawanego w latach 1994-2004 kultowego sitcomu Przyjaciele, a Bright był jego etatowym producentem i reżyserem. Sitcom Przyjaciele od samego początku stał się hitem i był z pewnością jednym z największych sitcomów wszech czasów. Członkami obsady byli: Jennifer Aniston, Courteney Cox, Matthew Perry, Matt LeBlanc, Lisa Kudrow i David Schwimmer.
Był reżyserem pilota sitcomu NBC DAG (2000) z Davidem Alanem Grierem, Deltą Burke, Paulem F. Tompkinsem i Lauren Tom. W 2004 rozpoczął produkcję spin-offu serialu Przyjaciele - Joey z Mattem LeBlancem w roli Joeya Tribianniego.

## Życie prywatne
Żonaty z Claudią Bright, z którą ma dwójkę dzieci – bliźniaki, Zachary'ego i Justina.

## Filmografia
- 1990–1996: Życie jak sen (Dream On) - producent wykonawczy / reżyser
- 1994: Przygody Brisco County Juniora (The Adventures of Brisco Country Jr.) - odc.: „And Baby Makes Three” - scenarzysta
- 1994–2004: Przyjaciele (Friends) - producent wykonawczy / reżyser
- 1997–2000: Sekrety Weroniki (Veronica's Closet) - producent wykonawczy / reżyser
- 1998–2000: Jej cały świat (Jesse) - producent wykonawczy / reżyser
- 2004–2006: Joey - producent wykonawczy / reżyser
- 2006: Miłość z o.o. (Love, Inc.) - odc.: „Fired Up” - reżyser
- 2019: Tata ma plan (Man with a Plan) - odc.: „Adam Acts His Age” - reżyser